# شاه کبرا (فیلم ۱۹۹۹)
شاه کبرا (انگلیسی: King Cobra) فیلمی در ژانر علمی–تخیلی است که در سال ۱۹۹۹ منتشر شد. از بازیگران آن می‌توان به پت موریتا و کورتنی گینس اشاره کرد.